# Weke delen
Met weke delen duidt men in de geneeskunde het weefsel aan dat andere structuren en organen van het lichaam verbindt, ondersteunt of omvat. In het algemeen wordt hieronder verstaan: pezen, ligamenten, vet, verschillende soorten bindweefsel (zoals (fibreus) kraakbeen en synoviale membranen), en spieren, zenuwen en bloedvaten.

## Verzamelterm
Omdat in de anatomie of histologie er niet altijd eenduidige definities zijn, worden weke delen ook wel aangeduid als een verzamelterm van het weefsel anders dan een aantal wél anatomisch en/of histologisch benoemde en identificeerbare weefsels.
Als men over de weke delen spreekt, is dit vrijwel altijd in algemene zin. Men zal bijvoorbeeld niet snel refereren aan "de weke delen van de nieren".

## Oorsprong en functie van de term
De term weke delen is vooral voorgekomen uit de radiologie. Men kan op een röntgenopname namelijk goed de beenderen onderscheiden daar zij duidelijk wit zijn, evenals gebieden met lucht die zwart zijn. Het overige weefsel verschijnt echter als een tamelijk homogeen grijsachtig geheel. De weefsels die men niet duidelijk kan identificeren als bijvoorbeeld organen of andere structuren, benoemt men als weke delen.